# Cwmbran Town Association Football Club
Cwmbran Town Association Football Club è una società di calcio della città gallese di Cwmbran. Il club, fondato nel 1951, gioca le sue partite casalinghe al Cwmbran Stadium, stadio con 10.500 posti, di cui 2.200 a sedere.
Attualmente la squadra gioca nella Welsh Football League Second Division, campionato al terzo livello del sistema calcistico gallese, ma può vantarsi di essere la prima storica vincitrice della Welsh Premier League, nella stagione 1992-1993.

## Storia

### Il passato
La società si formò nel 1951 quando il Whiteheads FC cessò l'attività. Inizialmente partecipò solo a tornei giovanili ma nel 1960 si iscrisse al campionato gallese (Welsh Football League Division 1), fissando il proprio campo di gioco al Cwmbrân Athletics Stadium nel 1975.
A cavallo degli anni 70-80 la squadra visse momenti di difficoltà ma nel 1982 riconquistò la promozione al massimo campionato gallese.
Nel 1986 il Cwmbrân divenne membro della FAW e fu scelto come uno dei 14 club gallesi destinati a partecipare sia alla English FA Cup che al FA Trophy. 
Nel 1991 fu ingaggiato il manager Tony Wilcox e nel 1992 la società fu accolta nel massimo campionato gallese, che quell'anno venne inaugurato, vincendolo al primo tentativo.
Nella Champions League 1993/94 incrociò gli irlandesi del Cork City venendo eliminato al primo turno. 

### La stagione 2006-2007
Nonostante le ottime prestazioni della squadra, verso la fine di novembre 2006, emersero indiscrezioni del fatto che i giocatori non venissero pagati. Il club inizialmente negò questi problemi ma il 30 novembre annunciò ufficialmente di non essere in grado di pagare i propri dipendenti. Alcuni dei principali giocatori, tra cui il capocannoniere Jody Jenkins, si trasferirono all'Haverfordwest County.
Il Cwmbran Town ricevette aiuto dal Newport County che si offrì di disputare un'amichevole il cui ricavato andò interamente nelle casse del club di Cwmbran.

## Palmarès

### Competizioni nazionali
- Campionato gallese: 1

1992-1993
- Welsh Football League Division Two: 1

1967-1968
- Welsh Football League Cup: 1

1990-1991

### Competizioni regionali
- Gwent Senior Cup: 4

1994-1995, 1995-1996, 2005-2006, 2018-2019

### Altri piazzamenti
- Campionato gallese:

Secondo posto: 2000-2001
Terzo posto: 1998-1999, 1999-2000
- Coppa del Galles:

Finalista: 1996-1997, 1999-2000, 2002-2003
- Welsh League Cup:

Finalista: 2001-2002

## Statistiche e record

### Statistiche nelle competizioni UEFA
Tabella aggiornata alla fine della stagione 2018-2019.
| Competizione                  | Partecipazioni | G | V | N | P | RF | RS |
| ----------------------------- | -------------- | - | - | - | - | -- | -- |
| UEFA Champions League         | 1              | 2 | 1 | 0 | 1 | 4  | 4  |
| Coppa delle Coppe             | 1              | 2 | 0 | 0 | 2 | 2  | 12 |
| Coppa UEFA/UEFA Europa League | 3              | 6 | 0 | 0 | 0 | 0  | 21 |
| Coppa Intertoto               | 1              | 2 | 0 | 0 | 2 | 0  | 2  |

### Risultati nelle competizioni UEFA per club
| Stagione  | Torneo                | Turno       | Nazione               | Club              | Andata | Ritorno | Totale |
| --------- | --------------------- | ----------- | --------------------- | ----------------- | ------ | ------- | ------ |
| 1993-94   | UEFA Champions League | Preliminare | Irlanda (bandiera)    | Cork City         | 3-2    | 1-2     | 4-4    |
| 1997-98   | Coppa delle Coppe     | Preliminare | Romania (bandiera)    | National Bucarest | 2-5    | 0-7     | 2-12   |
| 1999-2000 | Coppa UEFA            | Preliminare | Scozia (bandiera)     | Celtic Glasgow    | 0-6    | 0-4     | 0-10   |
| 2000      | Coppa Intertoto       | 1º turno    | Romania (bandiera)    | Nistru Otaci      | 0-1    | 0-1     | 0-2    |
| 2001-02   | Coppa UEFA            | Preliminare | Slovacchia (bandiera) | Slovan Bratislava | 0-4    | 0-1     | 0-5    |
| 2003-04   | Coppa UEFA            | Preliminare | Israele (bandiera)    | Maccabi Haifa     | 0-3    | 0-3     | 0-6    |

## Lo stadio
Tra le squadre che militano nella lega di calcio gallese, lo stadio del Cwmbran Town è il più grande, dato che può contenere fino a 10.500 persone, di cui 2.200 posti a sedere in tribuna coperta.
L'arena principale è costituita da una pista di atletica leggera e che circonda il prato del campo di calcio.
Pur essendo tanto grande, la media di tifosi del Cwmbran Town non supera mai le 200 presenze.